# Detlev Spangenberg

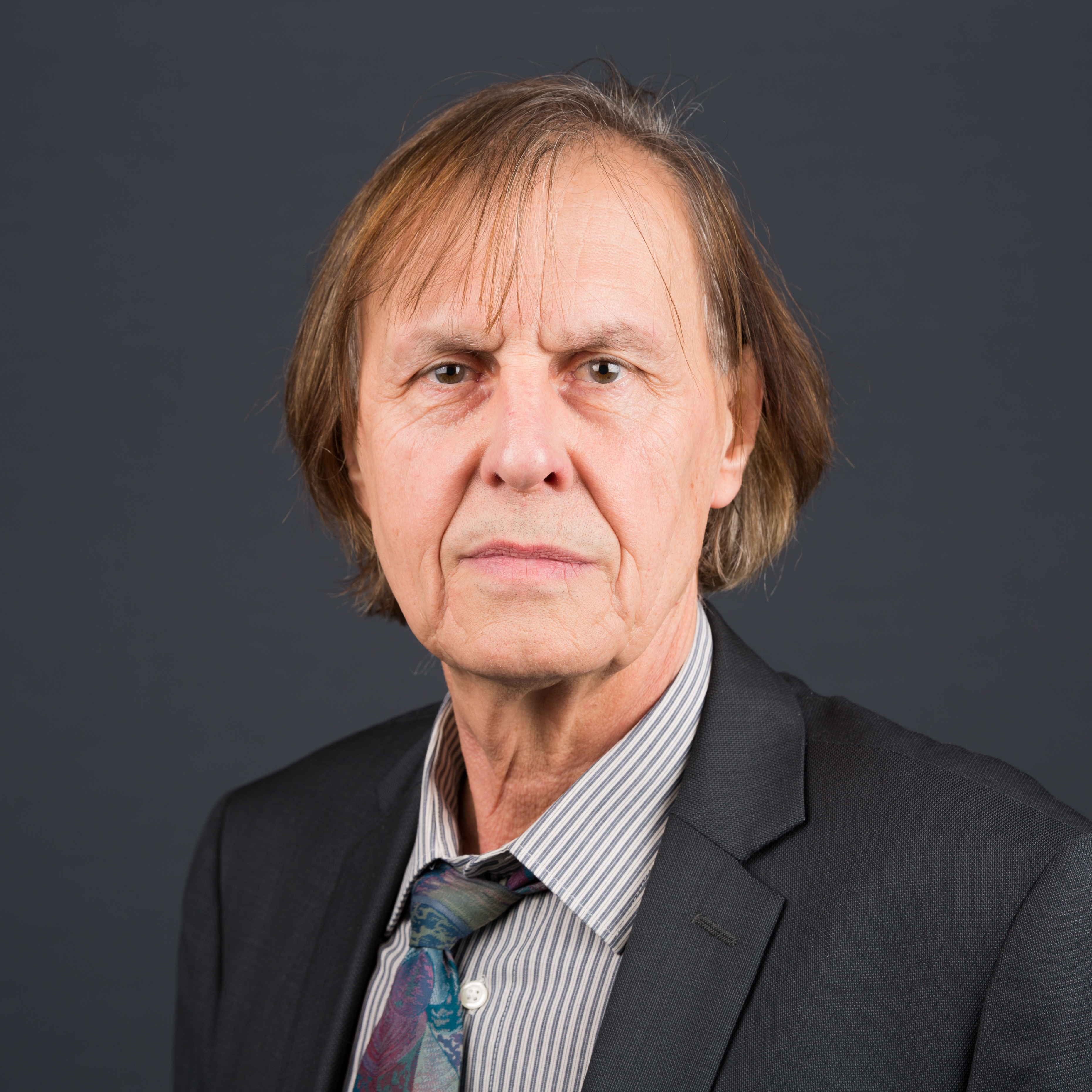
Detlev Spangenberg (2016)

Detlev Spangenberg (* 10. April 1944 in Chemnitz) ist ein deutscher Politiker (AfD) und Diplom-Betriebswirt. Er war von 2014 bis 2017 Abgeordneter des Sächsischen Landtags und war von  2017 bis 2021 Mitglied des Deutschen Bundestages.

## Leben
Detlev Spangenberg wurde in Chemnitz geboren und wuchs in Weimar auf. Mit zwölf Jahren war er Vollwaise; sein Vater starb 1948 in Kriegsgefangenschaft, die Mutter an Krebs. Er durchlief eine Ausbildung zum Maschinenschlosser, arbeitete anschließend beim Druckmaschinenhersteller Planeta und machte sein Abitur in Meißen. Mit Freunden unternahm er 1969 einen Fluchtversuch über Ungarn und Jugoslawien. Er wurde von Grenzsoldaten auf jugoslawischem Gebiet gefasst und in der DDR wegen „versuchten ungesetzlichen Grenzübertritts“ über ein Jahr lang inhaftiert, davon mehrere Monate in Untersuchungshaft bei der Staatssicherheit in Dresden. Nach seiner Freilassung arbeitete er als Kellner.
Am 6. September 1980 unternahm Spangenberg einen zweiten Fluchtversuch. Unter Matratzen versteckt, gelangte er in einem Möbeltransporter in die Bundesrepublik. Er studierte von 1982 bis 1987 in Osnabrück und Koblenz Betriebswirtschaftslehre und erreichte den Abschluss als Diplom-Betriebswirt. Von 1987 bis 1992 arbeitete er in der Kreisverwaltung des Westerwaldkreises in Montabaur und für den Märkischen Kreis in Lüdenscheid im Amt für Wirtschaftsförderung und Öffentlichkeitsarbeit.
Nach der Wende und friedlichen Revolution kehrte er nach Sachsen zurück und war bis 1998 Prokurist und Geschäftsführer der städtischen Dresden Werbung und Tourismus GmbH. Von Januar bis Juni 1999 war er Geschäftsführer der städtischen Marketing und Tourismus GmbH in Osnabrück. In den Jahren 1999 bis 2002 arbeitete er als Geschäftsführer der kommunalen Altenberger Tourismus und Veranstaltungs GmbH. Anschließend war er bis 2008 in der Steuerberatung tätig.
Detlev Spangenberg ist verheiratet und hat eine Tochter. Er lebt in Radebeul.

## Tätigkeit für die Stasi
Anfang Januar 2016 wurde durch einen Bericht der Freien Presse bekannt, dass Spangenberg während seines Militärdienstes zwischen 1964 und 1967 unter dem Decknamen „Bruno“ als Inoffizieller Mitarbeiter für die Stasi tätig gewesen war.
Spangenberg absolvierte seinen Militärdienst bei der als hochsensiblem Sicherheitsbereich eingestuften Luftsicherung der Nationalen Volksarmee (NVA). Hier lieferte er mehrere Berichte über andere NVA-Soldaten an das MfS. Nach zunächst gelobter Zusammenarbeit wurde diese beim Ausscheiden Spangenbergs aus der NVA beendet, da die Hoffnungen des IM-Führungsoffiziers enttäuscht wurden. Das geht aus Unterlagen des Bundesbeauftragten für die Stasi-Unterlagen hervor, die – soweit vorhanden – über alle Abgeordneten nach jeder Wahl an den Sächsischen Landtag übermittelt werden. Dem für die Auswertung der übersendeten Unterlagen zuständigen Bewertungsausschuss des Landtags gehört auch Spangenberg an.
Spangenberg sagte der Sächsischen Zeitung, er kenne die Unterlagen nicht und habe niemandem geschadet. Er kritisierte zugleich das Bekanntwerden der Informationen; der Bewertungsausschuss sei zur Geheimhaltung verpflichtet. Gegenüber der Bild äußerte Spangenberg, dass dies „doch schließlich alles schon 50 Jahre her“ sei.
Die Landtagsfraktion der AfD Sachsen bestätigte am 6. Januar 2016 die Stasi-Mitarbeit Spangenbergs und kritisierte ebenfalls das Bekanntwerden der Informationen. Nach der Verfassung des Freistaates Sachsen kann eine Stasi-Tätigkeit zum Verlust des Abgeordnetenmandats führen. Zudem mussten Mandatsträger der AfD versichern, nicht für die Stasi gearbeitet zu haben. Die Zeit wies darauf hin, dass Spangenbergs Stasi-Tätigkeit politisch folgenlos blieb – „ein Ausschluss aus der Fraktion hätte die AfD Sitze in Ausschüssen gekostet“.

## Politische Laufbahn und Positionen
Detlev Spangenberg war von 1987 bis 2006 Mitglied der CDU in den Ortsverbänden Hagen und Radebeul. 2008 trat er bei der Kreistagswahl in Sachsen für die von dem ehemaligen CDU-Bundestagsabgeordneten Henry Nitzsche gegründete rechte Wählervereinigung „Arbeit-Familie-Vaterland“ an, die mit dem islamfeindlichen Slogan „Sachsenmut stoppt Moslemflut“ warb und die „Brechung der Parteienherrschaft“ verlangte. Im Jahr 2010 war er Mitgründer des „Bündnisses für Freiheit und Demokratie“, das sich auf seiner Webseite unter anderem gegen eine multikulturelle Gesellschaft aussprach und eine Integration Deutschlands in die EU zutiefst ablehnte.
Seit 2013 ist Spangenberg Mitglied der Partei Alternative für Deutschland. Er ist seit März 2015 Vorsitzender des Kreisverbandes Meißen und wurde 2014 in den Kreistag des Landkreises Meißen gewählt. Spangenberg war Direktkandidat bei der Landtagswahl für den Wahlkreis 39 (Meißen 3) und erhielt 11,8 % der Erststimmen. Er zog über die Landesliste in den Landtag ein. Als ältester Abgeordneter war Spangenberg als Alterspräsident für die Eröffnung des 6. Sächsischen Landtages vorgesehen. Nach Medienberichten über Engagements für rechte bzw. rechtsradikale Organisationen erklärte die AfD Sachsen, sie habe von diesen früheren Verbindungen keine Kenntnis gehabt. Spangenberg trat das Amt nicht an, so dass der 6. Landtag vom CDU-Abgeordneten Svend-Gunnar Kirmes eröffnet wurde. Im Nachhinein wurden einige Medienberichte korrigiert, da festgestellt wurde, dass Spangenberg in einem Teil der gegenständlichen Organisationen doch nicht Mitglied war.
Er kandidierte erfolgreich auf der Landesliste der AfD Sachsen für ein Mandat im 19. Bundestag. Sein Landtagsmandat legte er im Dezember 2017 nieder. Im Wahlkampf sprach er sich für einen Stopp von Einwanderung und Grenzsicherung sowie eine Absenkung der Strafmündigkeit aus, er wolle sich gegen Steuerverschwendung und Altersarmut einsetzen, für eine bessere Ausstattung der Sicherheitskräfte und für die Ausweisung „krimineller Ausländer“. In der Bildung spricht er sich gegen den Bologna-Prozess und Integration sowie für 12-jähriges Abitur aus. Deutsche Forschung solle stärker gefördert werden, jedoch in die Akademische Freiheit eingegriffen werden, um „Gender-Lehrstühle“ abzuschaffen. Wirtschaftspolitisch will er kleine Betriebe, Handwerker und den ländlichen Raum, Öffentlichen Verkehr und Straßenbau stärken.
Im 19. Deutschen Bundestag war Spangenberg Obmann des Ausschusses für Gesundheit und gehörte als ordentliches Mitglied dem Petitionsausschuss an. Zudem war er stellvertretendes Mitglied im Ausschuss für Bau, Wohnen, Stadtentwicklung und Kommunen.
Zu Beginn des Jahres 2018 setzte sich Spangenberg dafür ein, dass die AfD stärker mit der fremdenfeindlichen Pegida zusammenarbeitet und dass die Partei auch frühere Mitglieder von rechtsextremen, vom Verfassungsschutz beobachteten Parteien und Organisationen aufnimmt, was bisher ein Unvereinbarkeitsbeschluss verbietet. Einen Antrag dafür zog er zurück, nachdem der Landesverband seine Initiative aufgegriffen hatte und Nähe zu Pegida demonstrierte.
Als gesundheitspolitischer Sprecher seiner Fraktion trat Spangenberg in der Corona-Pandemie gegen die meisten Schutzmaßnahmen und Lockdown-Regelungen ein. Schutzmaßnahmen müssten auf Freiwilligkeit setzen. Er kritisierte eine Panikmache, mit der immer wieder Druck für die Akzeptanz neuer Maßnahmen gemacht werde, die Freiheiten einschränkten und „willkürlich und unsinnig“ seien. Mit Aufkommen neuer Varianten forderte er Grenzkontrollen, um deren „Einschleppen“ zu verhindern und bezweifelte, dass neue Maßnahmen sowie die Definition der Virus-Varianten auf wissenschaftlicher Basis stünden. Allgemein gesundheitspolitisch spricht sich Spangenberg für eine bessere medizinische Versorgung auf dem Land aus, mit Modellen ähnlich der Polikliniken in der DDR und Stipendien für junge Ärzte. Nicht überlebensfähige Kliniken sollten in solche Medizinische Versorgungszentren umgewandelt werden. In der Pflege befürwortet Spangenberg privatwirtschaftliche Pflegeeinrichtungen, die auch Gewinn erwirtschaften. Doch sollten Regeln eingeführt und kontrolliert werden, dass dies nicht auf dem Rücken der Patienten geschehe.
Zur Bundestagswahl 2021 trat Spangenberg nicht erneut an.

## Sonstiges Engagement und Mitgliedschaften
Von 1997 bis 2007 war er ehrenamtlicher Richter beim Landesarbeitsgericht in Chemnitz.
Detlev Spangenberg ist in seiner Freizeit Sportschütze und Mitglied im Sächsischen Schützenbund e. V. Ehrenamtlich engagiert er sich als stellvertretender Vorstandsvorsitzender und 1. Schützenmeister im 1. Moritzburger Schützenverein 1991 e. V. sowie als Kassenprüfer im Sportschützenkreis 5 Dresden und Umgebung e. V.